# Порядок интегрирования
В математическом анализе изменение порядка интегрирования — это методология, которая преобразует повторные интегралы (или кратные интегралы с использованием теоремы Фубини) функций в другие, более простые интегралы путем изменения порядка, в котором выполняются интегрирования. В некоторых случаях порядок интеграции может быть обоснованно изменен; в других — нет.

## Постановка задачи
Задача для исследования — вычисление интеграла формы
{\displaystyle \iint _{D}\ f(x,y)\ dx\,dy,}
где D — некоторая двумерная область в плоскости xy. Для некоторых функций f возможно явное интегрирование, но там, где это не так, интеграл иногда можно привести к более простой форме, изменив порядок интегрирования. Сложность этого обмена заключается в определении изменения описания области D.
Метод также применим и к другим кратным интегралам.
Иногда, даже если полная оценка затруднена или, возможно, требует численного интегрирования, двойной интеграл может быть сведен к единственному интегрированию, как показано ниже. Сведение к единственному интегрированию делает численную оценку намного проще и эффективнее.

## Отношение к интегрированию по частям
Рассмотрим повторный интеграл
{\displaystyle \int _{a}^{z}\,\int _{a}^{x}\,h(y)\,dy\,dx\ },

Рисунок 1: Интегрирование по треугольной области может быть выполнено с использованием вертикальных или горизонтальных полос в качестве первого шага. Это вид сверху вниз по оси z на плоскость x-y. Наклонная линия — это кривая y = x.

который мы напишем, используя префиксную нотацию:
{\displaystyle \int _{a}^{z}dx\,\int _{a}^{x}\,h(y)\,dy}.
В этом выражении второй интеграл вычисляется первым по y, а x остается постоянным — полоса шириной dx интегрируется первой по направлению y (полоса шириной dx в направлении x интегрируется в отношении к переменной y вдоль направления y), складывая бесконечное количество прямоугольников шириной dy вдоль оси y. Это формирует трехмерный срез шириной dx вдоль оси x, от y = a до y = x вдоль оси y и в направлении z = f (x, y). Стоит обратить внимание, что если толщина dx бесконечно мала, x изменяется бесконечно мало только на срезе. Мы можем считать, что x — константа. Это интегрирование показано на рисунке 1, но оно неудобно, особенно когда функцию h(y) интегрировать нелегко. Интеграл можно свести к единственному интегрированию, изменив порядок интегрирования, как показано на правой панели рисунка. Чтобы выполнить этот обмен переменными, полоса ширины dy сначала интегрируется от линии x = y до предела x = z, а затем результат интегрируется от y = a до y = z, в результате чего получается:
{\displaystyle \int _{a}^{z}\ dx\ \int _{a}^{x}\ h(y)\ dy\ =\int _{a}^{z}\ h(y)\ dy\ \ \int _{y}^{z}\ dx=\int _{a}^{z}\ \left(z-y\right)h(y)\,dy\ .}
Этот результат можно рассматривать как пример формулы для интегрирования по частям, как указано ниже:
{\displaystyle \int _{a}^{z}f(x)g'(x)\,dx=\left[f(x)g(x)\right]_{a}^{z}-\int _{a}^{z}f'(x)g(x)\,dx\!}
Замена:
{\displaystyle f(x)=\int _{a}^{x}\ h(y)\,dy{\text{ and }}g'(x)=1\ .}
Что дает результат.

## Интеграл в смысле главного значения
Для применения к интегралам в смысле главного значения см. Уиттакер и Ватсон, Гахова, Лу, Цвиллингера. См. также обсуждение преобразования Пуанкаре-Бертрана у Оболашвили. Пример, когда порядок интеграции не может быть изменен, дал Канвал:
{\displaystyle {\frac {1}{(2\pi i)^{2}}}\int _{L}^{*}{\frac {d{\tau }_{1}}{{\tau }_{1}-t}}\ \int _{L}^{*}\ g(\tau ){\frac {d\tau }{\tau -\tau _{1}}}={\frac {1}{4}}g(t)\ ,}
в то время как:
{\displaystyle {\frac {1}{(2\pi i)^{2}}}\int _{L}^{*}g(\tau )\ d\tau \left(\int _{L}^{*}{\frac {d\tau _{1}}{\left(\tau _{1}-t\right)\left(\tau -\tau _{1}\right)}}\right)=0\ .}
Вторая форма вычисляется с использованием метода неопределённых коэффициентов и вычисления с использованием формулы Сохоцкого-Племеля:
{\displaystyle \int _{L}^{*}{\frac {d\tau _{1}}{\tau _{1}-t}}=\int _{L}^{*}{\frac {d\tau _{1}}{\tau _{1}-t}}=\pi \ i\ .}
Обозначение {\displaystyle \int _{L}^{*}} указывает главное значение Коши. См. Канвал.

## Основные теоремы
Обсуждение базиса для изменения порядка интегрирования можно найти в книге «Анализ Фурье» Т. В. Кёрнера. Он вводит свое обсуждение с примером, в котором перестановка интегрирования приводит к двум различным ответам, поскольку условия теоремы II ниже не выполняются. Вот пример:
{\displaystyle \int _{1}^{\infty }{\frac {x^{2}-y^{2}}{\left(x^{2}+y^{2}\right)^{2}}}\ dy=\left[{\frac {y}{x^{2}+y^{2}}}\right]_{1}^{\infty }=-{\frac {1}{1+x^{2}}}\ \left[x\geq 1\right]\ .}
{\displaystyle \int _{1}^{\infty }\left(\int _{1}^{\infty }{\frac {x^{2}-y^{2}}{\left(x^{2}+y^{2}\right)^{2}}}\ dy\right)\ dx=-{\frac {\pi }{4}}\ .}
{\displaystyle \int _{1}^{\infty }\left(\int _{1}^{\infty }{\frac {x^{2}-y^{2}}{\left(x^{2}+y^{2}\right)^{2}}}\ dx\right)\ dy={\frac {\pi }{4}}\ .}
Две основные теоремы, определяющие допустимость обмена, цитируются ниже Чаудри и Зубайр:
Теорема I:
Пусть f(x, y) — непрерывная функция постоянного знака, определенная для a ≤ x < ∞, c ≤ y < ∞, и пусть интегралы
{\displaystyle J(y):=\int _{a}^{\infty }\ f(x,\ y)dx}    и    {\displaystyle J^{*}(x)=\int _{c}^{\infty }\ f(x,\ y)dy} рассматриваются как функции соответствующего параметра, соответственно непрерывны при c ≤ y < ∞, a ≤ x < ∞. Тогда, если хотя бы один из повторных интегралов {\displaystyle \int _{c}^{\infty }\ \left(\int _{a}^{\infty }\ f(x,\ y)dx\right)dy}    и    {\displaystyle \int _{a}^{\infty }\ \left(\int _{c}^{\infty }\ f(x,\ y)dy\right)dx} сходится, другой интеграл также сходится и их значения совпадают.
Теорема II:
Пусть f(x, y) непрерывные функции для a ≤ x < ∞, c ≤ y < ∞, и пусть интегралы
{\displaystyle J(y):=\int _{a}^{\infty }\ f(x,\ y)dx}    и    {\displaystyle J^{*}(x)=\int _{c}^{\infty }\ f(x,\ y)dy} сходятся равномерно на каждом конечном интервале c ≤ y < C и на каждом конечном интервале a ≤ x < A. Тогда, если хотя бы один из повторных интегралов
{\displaystyle \int _{c}^{\infty }\ \left(\int _{a}^{\infty }\ |f(x,\ y)|dx\right)dy}    и    {\displaystyle \int _{a}^{\infty }\ \left(\int _{c}^{\infty }\ |f(x,\ y)|dy\right)dx} сходится, повторные интегралы
{\displaystyle \int _{c}^{\infty }\ \left(\int _{a}^{\infty }\ f(x,\ y)dx\right)dy}    и    {\displaystyle \int _{a}^{\infty }\ \left(\int _{c}^{\infty }\ f(x,\ y)dy\right)dx} также сходятся и их значения равны.

Наиболее важная теорема прикладного характера цитируется Проттером и Морри:
Предположим, что F это область, заданная {\displaystyle F=\left\{(x,\ y):a\leq x\leq b,p(x)\leq y\leq q(x)\right\}\,}  где p и q непрерывны и p(x) ≤ q(x) для a ≤ x ≤ b. Предположим, что f(x, y) непрерывно на F. Тогда {{{\displaystyle \iint _{F}f(x,y)dA=\int _{a}^{b}\ \int _{p(x)}^{q(x)}f(x,\ y)\,dy\ dx\ .}}} Соответствующий результат верен, если замкнутая область F имеет представление {\displaystyle F=\left\{(x,\ y):c\leq y\leq d,\ r(y)\leq x\leq s(y)\right\}}  где r(y) ≤ s(y) для c ≤ y ≤ d.  В таком случае,
{\displaystyle \iint _{F}f(x,\ y)dA=\int _{c}^{d}\ \int _{r(y)}^{s(y)}f(x,\ y)\,dx\ dy\ .}
Другими словами, оба повторных интеграла, если их можно вычислить, равны двойному интегралу и, следовательно, равны друг другу.